# Elytrimitatrix curoei
Elytrimitatrix curoei es una especie de escarabajo longicornio del género Elytrimitatrix, familia Cerambycidae, orden Coleoptera. Fue descrita científicamente por Santos-Silva & Le Tirant en 2016.

## Descripción
Mide 11,9-16,3 milímetros de longitud.

## Distribución
Se distribuye por México.